# Jacob Lund (musiker)
 For alternative betydninger, se Jacob Lund. (Se også artikler, som begynder med Jacob Lund)
Jacob Lund er en dansk percussionist, der er kendt fra folktronicagruppen Asynje, middelaldermusikgruppen Virelai samt folkmetalgruppen Huldre. Ydermere er han live-percussionist for Heilung.

## Diskografi

### Med Asynje
- 2014 Færd
- 2015 Galdr

### Med Virelai
- 2011 Fra bølger og bjerge
- 2014 I danser vel

### Med Huldre
- 2010 Huldre (demo)
- 2012 Intet Menneskebarn
- 2016 Tusmørke